# Menella regularis
Menella regularis is een zachte koraalsoort uit de familie Plexauridae. De koraalsoort komt uit het geslacht Menella. Menella regularis werd in 1909 voor het eerst wetenschappelijk beschreven door Kükenthal. 